# Jean Salmon Macrin
Jean Salmon Macrin (Je[h]an Salmon, né à Loudun en 1490, mort à Loudun le 20 octobre 1557) ou plutôt Salmon Macrin dit Macrin − nom latin à partir de 1528 : Salmonius Macrinus Iuliodunensis  – est un poète français néo-latin, valet de chambre de François Ier, ami et collègue de Clément Marot.
Créateur d’une poésie personnelle d'un style conforme à l'imitation des Anciens, procédé très prisé à la Renaissance, Jean Salmon Macrin est l’unique poète lyrique en vue de sa génération, profondément admiré par ses contemporains. En s’inspirant d’Horace, de Catulle, des élégiaques romains et des poètes néo-latins de la Renaissance italienne, Macrin a apporté un nouveau souffle à la sensibilité poétique de son époque et influencé plusieurs générations de poètes. Mainte caractéristique de son modèle poétique reparaîtra dans les œuvres de la Pléiade. Aujourd’hui, Macrin est reconnu être le meilleur poète horacisant qui se soit présenté jusque-là.
Bien qu’attrayante, l’affirmation récurrente que ce serait François Ier qui aurait donné au poète Jean Salmon le surnom de Macrinus est erronée. En 1515, le jeune roi ne s'intéresse pas encore au Loudunais, à l'époque secrétaire de l'archevêque de Bourges. En revanche, il est fort probable que le jeune Jean Salmon, poète profondément religieux et de toute évidence de stature très mince, ait choisi lui-même en 1515, en fonction de connaissances historiques de son époque, le surnom de Macrinus après avoir tout d’abord pris en 1513 celui de Maternus. En voici l'explication : Macrinus est le nom du diacre de Saint Materne (Sanctus Maternus, † vers 328), évêque de Cologne, Trèves et Tongres, proche de l’empereur Constantin. D’après la légende, Maternus aurait évangélisé la Gaule du Nord. En 314, il a participé au Concile d’Arles, accompagné de son diacre Macrinus dont la signature est apposée à la sienne sur la liste des participants.

## Biographie
Jean Salmon est né à Loudun en 1490, dans la basse ville, près de la Porte Mirebeau. Son père, Pierre Salmon, tout d’abord boulanger, s’est tourné vers le commerce du blé. Sa mère, Nicole Tyrel, est issue d’une famille au statut social plus élevé. Jean Salmon grandit dans ce foyer avec un frère, André, et deux sœurs, Françoise et Honorée.
Après une petite enfance studieuse durant laquelle son grand-père maternel, Almaric Tyrel, lui apprend à lire, à écrire et lui donne le goût des études, Jean va à l’école à Loudun, puis, sur les conseils de son instituteur, Pierre Michel, "maistre des grandes escoles de Loudun", part pour l’Université de Paris. Là, Jean Salmon suit les cours de lettres du théologien Jacques Lefèvre d’Étaples (Jacobus Faber Stapulensis) ainsi que les cours de grec de l’Italien Girolamo Aleandro (Hieronymus Aleander).
Le jeune homme entre bientôt au service d’Antoine Bohier, le riche archévêque de Bourges, dont il reste le secrétaire jusqu’au décès du prélat (1519), puis au service de la maison de René de Savoie, oncle du roi, comme précepteur de ses enfants.
En 1528, Jean Salmon, 38 ans, épouse sa compatriote Guillonne Boursault, jeune fille de 18 ans, issue d’une famille loudunaise en vue. La jeune femme reste à Loudun, de sorte que Jean Salmon (poète bientôt plus connu sous le nom de Salmon Macrin), retenu au loin par ses obligations professionnelles, n’a que rarement l’occasion de passer quelques jours dans son foyer, auprès de sa femme et des enfants bientôt nés de cette union.
Par la suite, cette situation familiale restera la même, car Macrin, poète entre-temps vivement apprécié et honoré par les humanistes pour la qualité de ses œuvres lyriques d’un nouveau style, se voit gratifié de la charge de valet de chambre et lecteur du roi à la fin de 1533 ou au début de 1534. Macrin occupera ce poste de longues années, aux côtés de Clément Marot, Claude Chappuys, Antoine Macault et Jean Clouet : tout d’abord à la cour fréquemment en déplacement de François Ier, puis, après le décès de celui-ci (1547), à la cour de Henri II.
Mais le 14 juin 1550, à Loudun, Guillonne, seulement âgée de 40 ans, est emportée par la tuberculose pulmonaire dont elle souffrait depuis au moins trois ans. Macrin reste inconsolable. Il remplit encore quelques mois ses obligations à la cour, puis retourne définitivement à Loudun, sa ville natale. Il y décèdera quelques années plus tard, en 1557, à l’âge de 67 ans.

## Cheminement littéraire
La productivité poétique de Macrin est impressionnante. Plus d’un tiers de la totalité de la poésie latine produite et publiée en France durant le second quart du XVIe siècle lui est due. Si l’on fait abstraction des contributions de ses contemporains, on compte plus de 1 100 poèmes, environ 40 000 vers, dans les livres de Macrin. Pour 90 %, il s’agit de premières publications.
Les recueils de ses poèmes ont paru entre 1513 et 1550. Au cours de cette longue période de 37 ans, la veine poétique du Loudunais est inévitablement empreinte de fluctuations, dues à son âge, à son stade de développement, à sa motivation du moment et/ou aux événements historiques.

### 1513–1516: les œuvres de jeunesse
Les quatre premiers livres de Jean Salmon (Elegiarum ... liber et al.), publiés de 1513 à 1516, contiennent principalement des poèmes religieux. À cette époque déjà, le jeune poète est considéré comme prometteur par ses maîtres. Mais sa poésie reste à ce stade encore attachée au Moyen Âge finissant.

### Pause de création et réorientation
Après ses premières parutions, Macrin, pris professionnellement, ne publie plus aucun livre durant douze ans.
Au cours de cette période, des changements importants ont lieu à la cour royale. François Ier règne depuis 1515. La Renaissance française est en plein essor dans de nombreux domaines : architecture, sculpture, peinture, courtoisie raffinée, élégance de la mode. La création de « l'Institution des Lecteurs royaux » (dénommé bientôt « Collège des trois langues », puis plus tard « Collège de France ») est en voie de concrétisation. Le cercle des initiés de l’époque vit ce développement dans une exaltation croissante.
C’est là que Macrin trouve l’élan décisif pour reprendre son activité poétique. Le poète se réoriente totalement, motivé d’une part par l’enthousiasme de ses contemporains humanistes, d’autre part par son ambition de rivaliser avec les poètes néo-latins d'Italie. Son mariage imminent avec la jeune Guillonne lui fournit l’occasion rêvée de contribuer poétiquement à la réhabilitation de l'épouse et du mariage, thème très prisé et fréquemment traité par les humanistes de l’époque. Pour ce faire, Macrin opte pour une poésie caractérisée par un amour chaleureux, empreinte d’une remarquable sensibilité. Au niveau stylistique, ses principaux modèles littéraires sont Catulle et Horace.

### 1528–1534: les travaux innovants
C’est ainsi qu’est créé le Carminum libellus, recueil de poèmes publié en 1528, qui assure rapidement le renom de Macrin (38 ans) en tant que poète humaniste.
Fortement motivé par ce premier succès, le Loudunais produit en seulement deux ans son prochain recueil de poèmes, le Carminum libri quatuor (1530), grâce auquel il gagne bientôt la réputation d'être un deuxième Horace et jouit d'un fort prestige auprès de ses contemporains humanistes.
Un an plus tard, le poète publie un nouveau recueil de poèmes, cette fois majoritairement encomiastique : les Lyricorum libri duo (1531) dédiés au roi, auquel il ajoute l’Epithalamiorum liber, une réédition augmentée du Carminum libellus de 1528.
Peu après son obtention de la charge de Valet de Chambre du Roi, Macrin publie un nouveau recueil de poèmes encomiastiques : les Elegiarum, Epigrammatum et Odarum libri tres (1534).

### 1537–1546: la réputation assurée
De 1537 à 1546, Macrin compose et fait éditer un nombre impressionnant d'autres poèmes : hymnes, odes, épigrammes et autres : en tout environ 470 poèmes / 18.000 vers, à savoir près de 50% de l'ensemble de son œuvre.
Dans les recueils d’hymnes puis d’odes de 1537 du poète, il s’agit principalement de poésie encomiastique : poèmes pieux adressés à Dieu le Père, au Christ et à la Vierge Marie, puis poèmes de louange en l'honneur du roi et d'autres personnes de haut rang.
Peu de temps après, en 1538-1540, s’ensuit presque exclusivement dans les œuvres de Macrin une poésie religieuse : paraphrases de psaumes, Paeani (= hymnes) et autres poèmes pieux, avant que le poète ne revienne en partie à la poésie profane avec ses odes de 1546.
Durant toute cette période, Macrin, âgé de 47 à 56 ans, est la figure de proue incontestée de la jeune génération néo-latine des poètes français.

### 1548–1550: Les dernières œuvres
Cependant l’élan de Macrin s'affaiblit progressivement pour de multiples raisons : l’avancement de la langue vernaculaire, la mort de nombre de ses amis, la détérioration progressive de l'état de santé de François Ier († 1547) et enfin la fatigue due à son âge et à sa vie épuisante, en majorité passée dans le sillage du roi.
De 1548 à 1549, Macrin publie bien encore trois recueils de poésie, environ 170 poèmes / plus de 4 000 vers, mais à la mort de sa femme, la fin de sa carrière poétique est en vue.
Démoralisé bien que toujours littérairement motivé, Macrin, veuf de 60 ans, publie un dernier recueil la même année : les Naeniarum libri tres (1550), un tombeau poétique sur la mort de sa femme, dans lequel le poète exprime sa profonde douleur en de multiples variantes et auquel de nombreux poètes de la nouvelle génération – en latin, grec et/ou français - participent en signe de leur admiration pour le vieux maître : Jean Dorat, Joachim Du Bellay, Nicolas Denisot et al.

## Œuvres
(sous différentes dénominations du poète)
- Io. Salmonii Materni Lodunatis Elegiarum Triumphalium liber, Paris, 1512. Gallica
- Io. Salmonii Materni Lodunatis De Christi Superbenedicti Assertoris nostri morte Hephodion, Paris, 1514.
- Io. Salmonii Macrini Lodunatis Elegia de Christi Superbenedicti Assertoris nostri morte, Paris, 1515.
- Ioannis Salmonii Macrini Aquitani Sylva cui titulus Soter, Paris, 1515–1516.
- Salmonii Macrini Iuliodunensis Carminum libellus, Paris, 1528. BSB
- Salmonii Macrini Iuliodunensis Carminum libri quatuor, Paris, 1530. BooksGoogle
- Salmonii Macrini Iuliodunensis Lyricorum libri duo. Epithalamiorum liber unus, Paris, 1531. Gallica
- Salmonii Macrini Iuliodunensis Cubicularii Regii Elegiarum, Epigrammatum et Odarum libri tres, Paris, 1534.
- Salmonii Macrini Iuliodunen. Cubicularii Regii Hymnorum libri sex, Paris, 1537. Gallica
- Salmonii Macrini Iuliodunensis Cubicularii Regii Odarum libri sex. Eiusdem aliquot Epigrammata, Lyon, 1537. ÖNB
- Septem Psalmi in lyricos numeros. Paeanum libri quatuor, per Salmonium Macrinum Iuliodunensem Cubicularium Regium, Poitiers, 1538. BooksGoogle/BMLyon
- Salmonii Macrini Iuliodunensis Cubicularii Regii Hymnorum selectorum libri tres, Paris, 1540. Gallica
- Salmonii Macrini Iuliodunensis Cubicularii Regii Odarum libri tres, Paris, 1546. Gallica
- Salmonii Macrini Iuliodunensis Cubicularii Regii Epigrammatum libri duo, Poitiers, 1548.
- Salmonii Macrini Iuliodunensis Cubicularii Regii Epitome vitae Domini Nostri Iesu Christi. Varia item Poematia, Paris, 1549.
- Salmonii Macrini Iuliodunensis Cubicularii Regii Naeniarum libri tres, Paris, 1550. BSB

## Éditions modernes
- Georges Soubeille, Jean Salmon Macrin, Le livre des Épithalames (1528–1531). Les Odes de 1530 (Livres I & II). Édition critique avec introduction, traduction et notes par Georges Soubeille, Toulouse, UTM, 1978.
- Georges Soubeille, Jean Salmon Macrin, Épithalames & Odes. Édition critique avec introduction, traduction et notes par Georges Soubeille, Paris, Champion, 1998,  (ISBN 2-85203-905-2).
- Marie-Françoise Schumann, Salmon Macrin und sein Werk unter besonderer Berücksichtigung der “carmina ad Gelonidem” von 1528 und 1530, Hamburger Beiträge zur Neulateinischen Philologie, tome 6, Münster, LIT, 2009,  (ISBN 978-3-643-10304-8).
- Suzanne Guillet-Laburthe, Jean Salmon Macrin, Hymnes (1537). Édition, traduction et commentaire par Suzanne Guillet-Laburthe, Genève, Droz, 2010,  (ISBN 978-2-600-01423-6).
- Marie-Françoise Schumann, Salmon Macrins Gedichtsammlungen von 1528 bis 1534. Edition mit Wortindex, Hamburger Beiträge zur Neulateinischen Philologie, tome 7, Münster, LIT, 2011,  (ISBN 978-3-643-11016-9).
- Marie-Françoise Schumann, Salmon Macrins Gedichtsammlungen von 1537. Edition mit Wortindex, Hamburger Beiträge zur Neulateinischen Philologie, tome 8, Münster, LIT, 2012,  (ISBN 978-3-643-11833-2).
- Marie-Françoise Schumann, Salmon Macrins Gedichtsammlungen von 1538 bis 1546. Edition mit Wortindex, Hamburger Beiträge zur Neulateinischen Philologie, tome 9, Münster, LIT, 2013,  (ISBN 978-3-643-12168-4).

## Études sur Macrin et son œuvre
- Joseph Boulmier, Salmon Macrin, l'Horace français, Paris, librairie Léon Techner, 1872.
- Ernest Jovy, Un Juge d'Urbain Grandier, Louis Trincant, biographe inédit de Salmon Macrin, Loudun, Imprimerie A. Roiffé, 1892. Fac-similé: Loudun, Imprimerie Michel Firmin, s. d.
- Auguste-Louis Lerosey, Loudun, librairie Blanchard, 1908.
- I. D. McFarlane, Neo-latin verse : some new discoveries, The Modern Language Review. A Quarterly Journal edited for the Modern Humanities Research Association by Alexander Gillies, T. J. B. Spencer & W. G. Moore, vol. 54 (1959), p. 22–28.
- I. D. McFarlane, Jean Salmon Macrin (1490-1557), Bibliothèque d'Humanisme et Renaissance, XXI-1 (1959), p. 55-84; XXI-2 (1959), p. 311-349; XXII (1960), pp. 73–89.
- I. D. McFarlane, Poésie néo-latine et poésie de langue vulgaire à l’époque de la Pléiade, Acta Conventus Neo-Latini Lovaniensis, Proceedings of the First International Congress of Neo-Latin Studies, Leuwen 23.–28. August 1971. Humanistische Bibliothek 1, 20. J. Ijsewijn, E. Keßler (éd.). Munich, 1973, pp. 389–403.
- Georges Soubeille, Le thème de la source chez Horace et chez Salmon Macrin, Pallas 20 (1973), p. 59–74.
- I. D. McFarlane, A literary history of France. Renaissance France 1470–1589, London, 1974.
- G. Soubeille, Salmon Macrin et le pétrarquisme, Vita Latina 59 (septembre 1975), p. 26–31.
- G. Soubeille, Deux épigrammes manuscrites de Salmon Macrin, Pallas 22 (1975), p. 71–77.
- G. Soubeille, Du tombeau du Dauphin (1536) au tombeau de Gélonis (1550). Vie et mort de l’école française néo-latine, Bulletin de la Société toulousaine d’études classiques 172 (décembre 1975), p. 45–64.
- G. Soubeille, Un épisode du pacte des Muses. L’amitié de Thomas More et de Salmon Macrin, in: Moreana 54 (juin 1977), 11–21.
- I. D. McFarlane, Pierre de Ronsard and the Neo-latin Poetry of his Time, Res publica litterarum 1 (1978), ISSN 0275-4304, p. 177–205.
- G. Soubeille, 1978 (voir plus haut, sous "Éditions modernes").
- G. Soubeille, De l’édition originale à l’édition critique. Publication d’un recueil poétique néo-latin du XVIe siècle, Revue française d’histoire du livre, 48e Année (1978), no 18, p. 3–24.
- G. Soubeille, Une date importante dans l’histoire de la poésie néo-latine en France, la publication du "Carminum Libellus" de Salmon Macrin, Acta Conventus Neo-Latini Amstelodamensis, Amsterdam, 19.–24. août 1973. Humanistische Bibliothek 1, 26. P. Tuynman, G. C. Kuiper, E. Keßler (éd.). Munich, 1979, pp. 943–958.
- G. Soubeille, Réflexions à partir d’une édition critique, Acta Conventus Neo-Latini Turonensis, Tours, 6–10 septembre 1976. De Pétrarque à Descartes 38. Jean-Claude Margolin (éd.). Paris, 1980, p. 71–75.
- G. Soubeille, Un épisode du pacte des Muses. L’amitié d’Érasme et de Salmon Macrin, Bibliothèque d’Humanisme et Renaissance 44/1 (1982), p. 133–136.
- I. D. McFarlane, La poésie néo-latine à l’époque de la Renaissance française – État présent des recherches, Nouvelle Revue du seizième siècle 1 (1983), p. 1–18.
- G. Soubeille, Une renaissance d’Horace en France au XVIe siècle, Influences latines en Europe. Cahiers de l’Europe Classique et Néo-Latine 2 (1983), p. 41–59.
- G. Soubeille, Amitiés de Salmon Macrin parmi les poètes de langue vernaculaire, Neo-Latin and the Vernacular in Renaissance France, edited by Grahame Castor and Terence Cave, Oxford, Clarendon Press, 1984, p. 98–112.
- I. D. McFarlane, Clément Marot and the world of Neo-Latin poetry, Literature and the Arts in the Reign of Francis I: Essays presented to C. A. Mayer, edited by Pauline M. Smith and I. D. McFarlane. Lexington, French Forum Publishers, 1985, p. 103–130.
- G. Soubeille, Un vieil alibi. La lex Catulliana, Cahier Maynard 15 (1986), p. 46–50.
- G. Soubeille, Un recueil poétique hors du commun, le Naeniae de Salmon Macrin (1550), Acta Conventus Neo-Latini Sanctandreani. St Andrews, 24 August to 1 September 1982. Medieval & Renaissance 38. I. D. McFarlane (éd.). Binghamton, 1986,  (ISBN 0-86698-070-9), p. 391–397.
- Walther Ludwig, Horazrezeption in der Renaissance oder die Renaissance des Horaz, Horace – L’œuvre et les imitations – Un siècle d’interprétation. Entretiens sur l'Antiquité classique, volume 39, éd. Olivier Reverdin et Bernard Grange, Genève, Vandœuvres, 1992/93,  (ISBN 3-7749-2634-4), p. 305–371.
- G. Soubeille, De Salmon Macrin à Sainte-Marthe. La poésie néo-latine en Poitou au XVIe siècle, Albineana 6 (1995), p. 139–149.
- Philip Ford, Jean Salmon Macrin's "Epithalamiorum Liber" and the joys of conjugal love, Eros et Priapus. Érotisme et obscénité dans la littérature néo-latine. Études réunies et présentées par Ingrid de Smet et Philip Ford. Cahiers d'Humanisme et Renaissance 51, Genève, 1997,  (ISBN 978-2-60000-241-7), p. 65-84.
- Perrine Galand-Hallyn, Marot, Macrin, Bourbon: "Muse naïve" et "tendre style", La génération Marot. Poètes français et néo-latins (1515-1550), Actes du colloque international de Baltimore, 5-7 décembre 1996, réunis et présentés par Gérard Defaux, Paris, Champion, 1997,  (ISBN 2-85203-790-4), p. 211-240.
- G. Soubeille, 1998 (voir plus haut, sous "Éditions modernes").
- P. Galand-Hallyn, Jean Salmon Macrin et la liberté de l’éloge, Cultura e potere nel Rinascimento, Atti del IX Convegno internazionale (Chianciano-Pienza 21-24 luglio 1997), a cura di Luisa Secchi Tarugi, Milano, Franco Cesati editore, 1999,  (ISBN 88-7667-080-7), p. 515-529.
- François Rouget, Modèles séculaires et tradition biblique: les Septem psalmi (1538) de Salmon Macrin, Acta Conventus Neo-Latini Abulensis, ed. Rhoda Schnur et alii, Tempe (Arizona), Arizona Center for Medieval and Renaissance Studies, 2000,  (ISBN 0-86698-249-3), p. 563-573.
- P. Galand-Hallyn, L’ode latine comme genre ‘tempéré’ : le lyrisme familial de Macrin dans les Hymnes de 1537, Humanistica Lovaniensia, t. 50, déc. 2001, p. 221-265.
- P. Galand-Hallyn, Le “jour en trop” de Jean Salmon Macrin (l’ode liminaire des Naeniae de 1550: grandeur et plasticité), Devis d’amitié. Mélanges en l’honneur de Nicole Cazauran, éd. J. Lecointe, C. Magnien, I. Pantin et M.-C. Thomine, Paris, Champion, 2002, p. 525-547.
- P. Galand-Hallyn, Un aspect de la poésie latine dans la France de la Renaissance: le “ lyrisme ” familial, Actes des quatrièmes rencontres classiques de l’Université de Paris XII-Créteil, Chloé no 4, 2002, p. 25-40.
- P. Galand-Hallyn, Michel de L’Hospital à l’école de Jean Salmon Macrin dans les Carmina, Bibliothèque d’Humanisme et Renaissance, tome LXV, 2003, no 1, pp. 7–50.
- P. Galand-Hallyn, Le latin à la rescousse du français. Trois humanistes autour de Vénus éplorée, Lyon et l’illustration de la langue française à la Renaissance, sous la dir. de G. Defaux, Lyon, ENS, 2003, p. 309-343.
- P. Galand-Hallyn, Me tamen exprimo : l’écriture poétique latine en France au XVIe siècle entre affirmation individuelle, érasmisme et poésie de classe, La singularité d’écrire. XVIe-XVIIIe s., sous la dir. d’A. Herschberg Pierrot et O. Rosenthal, Littérature, no 137, mars 2005, p. 12-27.
- P. Galand-Hallyn, ‘Médiocrité’ éthico-stylistique et individualité littéraire, Éloge de la médiocrité, Le juste milieu à la Renaissance, sous la dir. d’E. Naya et A.-P. Pouey-Mounou, Paris, Éditions ENS de la rue d’Ulm, 2005, p. 103-120.
- P. Galand-Hallyn, La poétique des Odes de J. Dorat. L’influence de Salmon Macrin, Actes du colloque "Jean Dorat", Université de Limoges, 6-8 juin 2001, sous la direction de C. de Buzon et J. E. Girot, Genève, Droz, 2006, p. 235-265.
- P. Galand-Hallyn, Quelques orientations spécifiques du néo-latin en France, conférence plénière tenue au Colloque International d’Études Néo-Latines, Bonn, août 2003, dans Acta Conventus Neo-Latini Bonnensis, general ed. R. Schnur, Tempe, Ariona [Medieval and Renaissance Texts and Studies], 2006, p. 299-320.
- G. Soubeille, La découverte du chaînon manquant, les Carmina de Salmon Macrin, dans Renaissance de l’ode: l’ode française au tournant des années 1550. Études réunies et présentées par Nathalie Dauvois. Colloques, congrès et conférences sur la Renaissance européenne 57. Paris, 2007, p. 13–18.
- P. Galand-Hallyn, Aspects du discours humaniste sur la villa au XVIe siècle (Crinito, Brie, Macrin, Michel de L’Hospital), La Villa et l'univers familial, sous la dir. de P. Galand-Hallyn et C. Lévy, Paris, Presses Universitaires de la Sorbonne [Rome et ses Renaissances, vol. 2], 2008,  (ISBN 978-2-84050-538-9), p. 117-143.
- Marie-Françoise Schumann 2009 (voir plus haut, sous "Éditions modernes").
- P. Galand-Hallyn, Mémoires d’une vie trop courte : mise en scène du souvenir chez Jean Salmon Macrin (Naeniae, Paris, 1550), Écritures latines de la mémoire de l'Antiquité au XVIe siècle, études réunies par Hélène Casanova-Robin et Perrine Galand, Paris, Éditions Classiques Garnier, [Colloques, congrès et conférences sur la Renaissance européenne], 2010,  (ISBN 978-2-8124-0100-8).
- Suzanne Guillet-Laburthe 2010 (voir plus haut, sous "Éditions modernes").
- P. Galand-Hallyn, Les mythes intimes de Jean Salmon Macrin, La mythologie classique dans la littérature néo-latine, Actes du troisième colloque international de la Société française d’études néo-latines, 12-14 avril 2005, en hommage à Guy et Geneviève Demerson, études réunies et présentées par V. Leroux, Clermont-Ferrand, Presses universitaires Blaise Pascal, 2011, p. 315-340.
- S. Guillet-Laburthe, De la Nymphe à la Sainte : Continuité et discontinuité de la représentation de l’épouse dans les œuvres de Jean Salmon Macrin, Aspects du lyrisme conjugal à la Renaissance, sous la dir. de P. Galand et J. Nassichuk, Genève, Droz, 2011,  (ISBN 978-2-600-01270-6).
- P. Galand-Hallyn, Moments d’intimité dans la poésie latine de Jean Salmon Macrin (1490-1557), à paraître dans les Actes du colloque sur La circonstance lyrique, 16-18 mars 2006, université Charles de Gaulle-Lille 3, Bruxelles et alii, Peter Lang, sous la dir. de C. Millet, 2012, p. 183-194.
- Perrine Galand, La conception du mariage de Jean Salmon Macrin, entre littérature et morale, Il matrimonio nei giuristi e nei poeti del Rinascimento / Le mariage chez les juristes et les poètes de la Renaissance, actes du colloque de Vérone (14-15 mars 2008), sous la direction de G. Rossi et P. Galand, à paraître Paris, Garnier, 2012.
- Marie-Françoise Schumann: Das Motiv des Bienengleichnisses in dem Werk des Salmon Macrin, Album Alumnorum - Gualthero Ludwig septimum decimum lustrum emenso dedicatum, sous la dir. de L. Braun, Würzburg, Königshausen & Neumann, 2014,  (ISBN 978-3-8260-5365-8), p. 89-99.
- Jérémie Pinguet, « Gélonis, nouvelle Eurydice : usages du mythe d’Orphée dans les Nénies (1550) de Jean Salmon Macrin », in Camenae, n° 27, Adeline Lionetto (dir.), décembre 2021. Revue en ligne